# دهستان سرله
دهستان سرله یکی از دهستان‌های بخش میداوود شهرستان باغ‌ملک در استان خوزستان ایران است. مرکز این دهستان، روستای دالان است. و تاریخی ۳۰۰۰ساله دارد

## جمعیت
بر پایه سرشماری عمومی نفوس و مسکن در سال ۱۳۹۵، جمعیت دهستان سرله برابر با ۸٬۰۵۹ نفر است.